# Agonopterix abditella
Agonopterix abditella är en fjärilsart som beskrevs av Hans-Joachim Hannemann 1959. Agonopterix abditella ingår i släktet Agonopterix. Enligt Dyntaxa ingår Agonopterix i familjen plattmalar, Depressariidae, men enligt Catalogue of Life är tillhörigheten istället familjen praktmalar, (Oecophoridae). Inga underarter finns listade i Catalogue of Life.